# يوكيكا تيراموتو
يوكيكا تيراموتو (寺本 來可، ولدت 16 فبراير 1993), تعرف بإسمها الفني Yukika ((بالكورية: 유키카)‏; (باليابانية: ユキカ)),، هي مغنية وممثلة يابانية مقيمة في كوريا الجنوبية. وهي أيضًا عارضة أزياء وممثلة صوتية سابقة.

## ديسكغرفي

### ألبومات الاستوديو
| لقب                   | تفاصيل الألبوم | مخطط الذروة </br> المواقف | مبيعات      |
| لقب                   | تفاصيل الألبوم | كور </br>                 | مبيعات      |
| --------------------- | --- | ------------------------- | ----------- |
| سيدة الروح (서울여자) | - تاريخ الصدور: 21 يوليو 2020 - التصنيف: تقدير الترفيه ، دريموس - التنسيقات: قرص مضغوط ، تنزيل رقمي Track listing 1. From HND to GMP (Intro Inst.) (네온) 2. I Feel Love 3. Soul Lady (서울여자) 4. Neon (네온) 5. Yesterday 6. A Day For Love (발걸음) 7. Pit-a-pet (안아줘) 8. Cherries Jubiles (친구가 필요해) 9. Shade (그늘) 10. All Flights Are Delayed (Outro Inst.) 11. Neon 1989 12. Cherries Jubiles (친구가 필요해) (Acoustic New Ver.) | 8                         | - كور: 7563 |

### الفيديوهات الموسيقية
| سنة  | لقب              | مخرج (ق) |
| ---- | ---------------- | -------- |
| 2019 | "نيون"           | ديجيبيدي |
| 2019 | "الكرز اليوبيلز" | ديجيبيدي |
| 2020 | "سيدة الروح"     | ديجيبيدي |

## روابط خارجية
- الملف الشخصي للوكالة
- الموقع الرسمي
- [http://www.imdb.com/name/nm3493070/ Yukika Teramoto

] في قاعدة بيانات الأفلام على الإنترنت
- يوكيكا تيراموتو  في شبكة أخبار الأنمي